# Europees Systeem voor financieel toezicht
Het Europees Systeem voor financieel toezicht (European System of financial supervision (ESFS)) is een reactie op de kredietcrisis. Het is een verzameling van vier toezichthouders op de financiële sector die binnen de Europese Unie actief is. De vier zijn vanaf begin 2011 operationeel.

## Aanleiding
Na de kredietcrisis bestond er binnen de Europese Unie twijfel over het toezicht op financiële dienstverleners. Een commissie van deskundigen onder leiding van Jacques de Larosière bracht in 2009 een rapport uit. In het rapport stonden aanbevelingen om een Europees Systeem voor financieel toezicht op te richten. Dit leidde tot een systeem voor micro- en macroprudentieel toezicht, dat bestaat uit Europese en nationale toezichthouders.

## Indeling toezicht
Bij microprudentieel staat de soliditeit van individuele financiële instellingen centraal, waarbij de financiële instelling moet beschikken over een goed bestuursmodel en een beheerste bedrijfsvoering. Er wordt in dit kader onderzocht of de buffers bij de financiële instelling voldoende zijn (solvabiliteit) en dat zij in staat is om aan haar betalingsverplichtingen op de korte termijn te voldoen (liquiditeit). Hier staat de bescherming van de klanten centraal.
Bij macroprudentieel toezicht wordt nadrukkelijk rekening gehouden met de wisselwerking tussen financiële instellingen en hun omgeving, zoals andere instellingen, financiële markten en de reële economie.

## Toezichthoudende instanties
De bevoegde nationale toezichthoudende autoriteiten van de lidstaten maken ook deel uit van het ESFS. Het ESFS is onder meer opgericht om een gemeenschappelijke toezichtcultuur tot stand te brengen en een eengemaakte Europese financiële markt te bevorderen.
Op Europees niveau wordt het microprudentieel toezicht uitgevoerd door de:
- Europese Bankautoriteit (EBA). Ze houdt kantoor in Parijs en draagt verantwoording voor kredietinstellingen, financiële conglomeraten, beleggingsondernemingen en betalingsinstellingen. De EBA moet, onder andere, zorgen voor een solide, effectief en consistent niveau van regulering en toezicht; het bijdragen aan de stabiliteit en doeltreffendheid van het financieel systeem; het beschermen van de consumenten en een behoorlijke regulering van het toezicht op kredietinstellingen.
- Europese Autoriteit voor effecten en markten (EAEM) (European Securities and Markets Authority (ESMA)). Het kantoor van ESMA staat in Parijs en de EAEM houdt zich voornamelijk bezig met effectenmarkten en de instellingen die daarop actief zijn. Verder heeft zij binnen de Europese Unie de exclusieve verantwoordelijkheid voor de registratie van en het toezicht op ratingbureaus. Het is de opvolger van het Committee of European Securities Regulators (CESR). Per 1 januari 2011 is CESR opgegaan in de EAEM met als belangrijkste verschil dat de EAEM meer bevoegdheden heeft.[5]
- Europese Autoriteit voor verzekeringen en bedrijfspensioenen (EAVB) (European Insurance and Occupational Pensions Authority (EIOPA)). EIOPA heeft haar zetel in Frankfurt am Main. Haar structuur lijkt op die van EBA, maar het werkterrein betreft vooral verzekeringsondernemingen.

Alle drie werken nauw samen in het Gemengd Comité van de Europese toezichthoudende autoriteiten (ETA's).
Voor het macroprudentieel toezicht is het Europees Comité voor systeemrisico's (ECSR) (European Systemic Risk Board (ESRB)) verantwoordelijk. Namens Nederland zijn De Nederlandsche Bank en de Autoriteit Financiële Markten (AFM) bij aangesloten bij de ESRB.
Alle vier instellingen zijn sinds begin 2011 operationeel.